# Chiesa di San Martino Vescovo (Vezza d'Oglio)
La chiesa di San Martino Vescovo è la parrocchiale di Vezza d'Oglio,  in provincia e diocesi di Brescia; fa parte della zona pastorale dell'Alta Val Camonica.

## Storia
Sembra che la primitiva chiesa di Vezza d'Oglio fosse stata edificata nell'Alto Medioevo, ma la sua presenza è attestata solo dal Basso Medioevo. L'edificio fu abbellito nel Cinquecento e restaurato ed ampliato nel Seicento. L'attuale parrocchiale venne costruita nel XVIII secolo dopo che un incendio aveva gravemente danneggiato quello precedente; la consacrazione fu impartita nel 1786. Nel 1874 il capomastro Giovanni Gregorini rifece il tetto della chiesa e il suo campanile fu dotato nel 1876 di cinque campane, realizzate da Giorgio Pruneri; nel 1896 quella maggiore dovette essere rifusa a causa di alcune imprecisioni legate al timbro. Intanto, nel 1875 la parrocchiale venne completamente ristrutturata e l'anno successivo fu abbellito l'interno con alcuni affreschi. La facciata venne restaurata tra il 2001 ed il 2003.